# Pablo Daniel Piatti
Pablo Daniel Piatti (Ucacha, 1989. március 31. –) argentin válogatott labdarúgó, jelenleg a Toronto középpályása.

## Sikerei,díjai
Estudiantes de La Plata
- Argentin bajnok (Apertura): 2006

Argentína U20
- 2007-es U20-as labdarúgó-világbajnokság

## Klub karrier
2016. május 16. szerint
| Klub           | Idény          | Liga      | Liga  | Kupa      | Kupa  | Nemzetközi | Nemzetközi | Összesen  | Összesen |
| Klub           | Idény          | Szereplés | Gólok | Szereplés | Gólok | Szereplés  | Gólok      | Szereplés | Gólok    |
| -------------- | -------------- | --------- | ----- | --------- | ----- | ---------- | ---------- | --------- | -------- |
| Estudiantes    | 2006–07        | 17        | 5     | 0         | 0     | 0          | 0          | 17        | 5        |
| Estudiantes    | 2007–08        | 32        | 8     | 0         | 0     | 10         | 0          | 42        | 8        |
| Estudiantes    | Összesen       | 49        | 13    | 0         | 0     | 10         | 0          | 59        | 13       |
| Almería        | 2008–09        | 31        | 5     | 2         | 1     | —          | —          | 33        | 6        |
| Almería        | 2009–10        | 35        | 7     | 1         | 0     | —          | —          | 36        | 7        |
| Almería        | 2010–11        | 35        | 8     | 6         | 2     | —          | —          | 39        | 10       |
| Almería        | Összesen       | 101       | 20    | 9         | 3     | 0          | 0          | 110       | 23       |
| Valencia       | 2011–12        | 30        | 2     | 7         | 3     | 10         | 1          | 47        | 6        |
| Valencia       | 2012–13        | 14        | 1     | 3         | 0     | 2          | 0          | 19        | 1        |
| Valencia       | 2013–14        | 17        | 5     | 3         | 0     | 9          | 2          | 29        | 7        |
| Valencia       | 2014–15        | 28        | 7     | 2         | 0     | —          | —          | 30        | 7        |
| Valencia       | 2015–16        | 21        | 0     | 6         | 1     | 10         | 1          | 37        | 2        |
| Valencia       | Összesen       | 110       | 15    | 21        | 4     | 31         | 4          | 162       | 23       |
| Karrier összes | Karrier összes | 260       | 48    | 30        | 7     | 39         | 3          | 331       | 59       |